# Jungermannia reniformia
Jungermannia reniformia là một loài rêu tản trong họ Jungermanniaceae. Loài này được (Horik.) S. Hatt. miêu tả khoa học lần đầu tiên năm 1944.